# Johann Baptist Weiganmeir

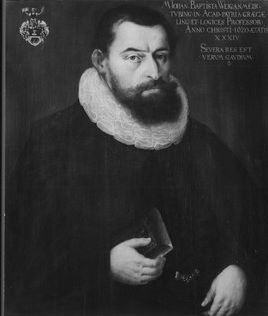
Johann Baptist Weiganmeir in der Tübinger Professorengalerie

Johann Baptist Weiganmeir (* 13. Juli 1587 in Tübingen; † 13. November 1629 ebenda) war ein deutscher Philologe, Dekan der Philosophischen Fakultät und Präses an der Universität Tübingen.

## Leben
Johann Baptist Weiganmeir war 1613–1629 Professor für Griechisch und Latein sowie Logik in Tübingen. 1626–1629 war er Pädagogarch ob der Steig. Sein 1620 gemaltes Porträt hängt in der Tübinger Professorengalerie.